# سلیم‌های طوق‌دار
سلیم‌های طوق‌دار (نام علمی: Anarhynchus) یک سرده سلیم است که از ۲۴ گونه تشکیل شده است.
بسیاری از گونه‌های Anarhynchus با طوق‌های جزئی مشخص می‌شوند، نه نوارهای کامل سینه یا طوق‌هایی که ویژهٔ سلیم‌های سینه‌نواری (Charadrius) هستند.

## آرایه‌شناسی
سلیم‌های سینه‌نواری Anarhynchus در گذشته تک‌نماد در نظر گرفته می‌شد که تنها از نوک‌تابیده تشکیل شده بود. مطالعات در سال‌های ۲۰۱۵ و ۲۰۲۲ تأیید کرد که Charadrius چندتبار است و برخی از گونه‌های آن به جای سلیم طوقی بزرگ به نوک‌تابیده نزدیک‌تر هستند. در نسخهٔ IOC 14.1، ۲۳ گونه به این سرده منتقل شدند. Anarhynchus اکنون شامل گونه‌های زیر است:
- سلیم سینه‌بلوطی، Anarhynchus asiaticus (Pallas، ۱۷۷۳)
- سلیم خاوری، Anarhynchus veredus (Gould، ۱۸۴۸)
- سلیم شنی تبتی، Anarhynchus atrifrons (Wagler، ۱۸۲۹)
- سلیم شنی سیبری، Anarhynchus mongolus (Pallas، ۱۷۷۶)
- سلیم شنی بزرگ، Anarhynchus leschenaultii (Lesson، RP، ۱۸۲۶)
- سلیم دونواره، Anarhynchus bicinctus (Jardine & Selby، ۱۸۲۷)
- نوک‌تابیده، Anarhynchus frontalis Quoy & Gaimard، ۱۸۳۲
- سلیم نیوزیلندی، Anarhynchus obscurus (Gmelin, JF، ۱۷۸۹)
- سلیم ویلسون، Anarhynchus wilsonia (Ord، ۱۸۱۴)
- سلیم طوق‌دار، Anarhynchus collaris (Vieillot، ۱۸۱۸)
- سلیم کوهستان، Anarhynchus montanus (Townsend, JK، ۱۸۳۷)
- سلیم پونا، Anarhynchus alticola (Berlepsch & Stolzmann، ۱۹۰۲)
- سلیم فالکلند، Anarhynchus falklandicus (Latham، ۱۷۹۰)
- سلیم ماداگاسکار، Anarhynchus thoracicus (Richmond، ۱۸۹۶)
- سلیم کیتلیتز، Anarhynchus pecuarius (Temminck، ۱۸۲۳)
- سلیم سنت هلن، Anarhynchus sanctaehelenae (Harting، ۱۸۷۳)
- سلیم کلاه‌قرمز، Anarhynchus ruficapillus (Temminck، ۱۸۲۱)
- سلیم برفی، Anarhynchus nivosus (Cassin، ۱۸۵۸)
- سلیم نواربلوطی، Anarhynchus pallidus (Strickland، ۱۸۵۳)
- سلیم مالزیایی، Anarhynchus peronii (Schlegel، ۱۸۶۵)
- سلیم پیشانی‌سفید، Anarhynchus marginatus (Vieillot، ۱۸۱۸)
- سلیم جاوه‌ای، Anarhynchus javanicus (Chasen، ۱۹۳۸)
- سلیم پاسیاه، Anarhynchus alexandrinus (Linnaeus، ۱۷۵۸)
- سلیم رخ‌سفید، Anarhynchus dealbatus (Swinhoe, 1870)